# Dytiscus fasciventris
Dytiscus fasciventris is een keversoort uit de familie waterroofkevers (Dytiscidae). De wetenschappelijke naam van de soort is voor het eerst geldig gepubliceerd in 1824 door Say.